# 小花灯心草
小花灯心草（学名：Juncus articulatus）是灯心草科灯心草属的植物。分布于非洲、欧洲、亚洲北部、北美洲以及中国大陆的甘肃、西藏、云南、湖北、陕西、河南、新疆、四川、河北、宁夏、山东等地，生长于海拔1,200米至3,680米的地区，多生长于沙滩、河边、草甸以及沟边湿地，目前尚未由人工引种栽培。

## 异名
- Juncus articulatus L. var. senesens Buchen
- Juncus lampocarpus Ehrh. ex Hoffm.
- Juncus lampocarpus Ehrh. ex Hoffm. var. senescens Buch.